# 中心打者
中心打者（英語：Cleanup hitter）或中心棒次、中心打線，棒球術語，源於日本。廣義指第三、四、五棒的打者連線，狹義指的是第四棒。在傳統棒球的理論中，第四棒一般被視為隊中最強的打者。
棒球比賽中，傳統理論會安排腳程快、選球能力強、善於安打及保送但長打力不足的選手擔任第一、二棒（二棒有時候也需要適時擔任犧牲助攻手），以增加得點圈有人的機會，讓中心打者發揮得分。
更細緻的分法是，第三棒的安打率要高，亦需要具備一定的長打能力。第四棒為隊中最核心的打者，而第五棒一般為重炮手，以保護前位的三、四棒，縱使打擊率不一定很高，但由於長打能力強，對投手來說亦有很大的震懾力。
然而，美式棒球並不一定作出這樣的安排，在實力較弱的隊伍中，由於有威脅的打者不多，中後段棒次對中心打者的保護力不足，因此寧願讓強打者在第一、二棒，以獲得更多打擊機會。